# Radu Vasile

Radu Vasile

Radu Vasile (Drăgășani, 10 oktober 1942 – Boekarest, 3 juli 2013) was een Roemeens historicus, dichter en politicus. Onder het pseudoniem Rasu Mischiu verschenen enkele dichtbundels van zijn hand.

## Achtergrond, opleiding en vroege carrière
Vasile's vader was een advocaat en dissident en zat gevangen. Vasile studeerde - ondanks belemmeringen vanwege zijn vaders rol als dissident - in 1967 cum laude in de geschiedenis af aan Universiteit van Boekarest. In 1977 behaalde hij ook een doctoraat in de economie. 
Hij werkte als historicus voor het Gemeentemuseum van Boekarest (1967-1969) en was daarna van 1969 tot 1972 wetenschappelijk onderzoeker aan het "Nicolae Iorga" Instituut voor de Geschiedenis van de Roemeense Academie. Sinds 1972 was hij assistent-docent in de economie aan Economische Academie van Boekarest. Omdat hij geen lid was van de Roemeense Communistische Partij (PCR), maakte hij tot de val van het communistische regime in 1989, geen verdere carrière meer.
Na de Roemeense Revolutie (1989) werd Vasile assistent-hoogleraar en vicedecaan van de Faculteit Handel aan de Economische Academie. Sinds 1993 was hij hoogleraar in de economie aan de Economische Academie.

## Politieke carrière
In 1990 werd Vasile lid van de Nationale Boerenpartij Christendemocraten (Partidul Național Țărănesc Creștin-Democrat). Hij werd het hoofd van de economische afdeling van de partij, lid van het partijbestuur en vicevoorzitter van de PNȚCD. Daarnaast trad hij ook op als woordvoerder van de partij.
Tot februari 1998 was Vasile secretaris-generaal van de PNȚCD. Van 1992 tot 1994 was hij hoofdredacteur van de krant Dreptatea. 
Van 1993 tot 1998 was Vasile vicevoorzitter van de Senaat en hoofd van de Roemeense delegatie bij de Parlementaire Vergadering van de Raad van Europa; van 1997 tot 1998 was hij vicevoorzitter van dit instituut.

## Premier
Van 15 april 1998 tot 14 december 1999 was Vasile premier van Roemenië. Hij kreeg als premier te maken met de laatste twee Mineriads (januari en februari 1999). 
Na zijn premierschap was hij samen met Bronisław Geremek, Raymond Barre en Helmut Schmidt medeoprichter van het Centrale Europese Forum.
Hij verliet de PNȚCD en sloot zich aan bij de centristische Democratische Partij (Partidul Democrat). Voor deze partij was hij van 26 november 2000 tot 2004 lid van de Senaat.

## Werken
- World Economy, Avenues and Stages of Modernization (1987, 1997)
- Currency and Economy (1994)
- Currency and Fiscal Policy (1995)
- A Handbook of History of Economics (6 dln., laatste deel in 1995)
- From the Iron Century to the Second World War (1998)